# La Anona
La Anona är en ort i Mexiko.   Den ligger i kommunen Santa María Tonameca och delstaten Oaxaca, i den sydöstra delen av landet, 500 km sydost om huvudstaden Mexico City. La Anona ligger 157 meter över havet och antalet invånare är 105.
Terrängen runt La Anona är kuperad norrut, men söderut är den platt. Runt La Anona är det ganska glesbefolkat, med 45 invånare per kvadratkilometer. Närmaste större samhälle är San Juanito o la Botija, 5,9 km sydväst om La Anona. Omgivningarna runt La Anona är en mosaik av jordbruksmark och naturlig växtlighet.